# Dichromodes obtusata
Dichromodes obtusata är en fjärilsart som beskrevs av Walker 1861. Dichromodes obtusata ingår i släktet Dichromodes och familjen mätare. Inga underarter finns listade i Catalogue of Life.